# 永富健太郎
永富 健太郎（ながとみ けんたろう、1994年4月2日 - ）は、ジャパンラグビーリーグワンルリーロ福岡に所属するラグビー選手。

## プロフィール
- 福岡県出身[1]。
- ポジションはスタンドオフ(SO)。
- 身長 183 cm、体重 83 kg。
- 弟の晨太郎もラグビー選手[2]。
- 愛称は健太郎、ケンタ、ハイリ。

## 略歴
2013年、修猷館高校卒業後、同志社大学に入学する。
2016年、同志社大学ラグビー部のBKリーダーに就任した。
2017年、同志社大学卒業後、キヤノンイーグルス(現・横浜キヤノンイーグルス)に加入。同年12月3日に行われたジャパンラグビートップリーグ第10節の豊田自動織機シャトルズ戦に途中出場で公式戦初出場を果たした。
2024年4月、ルリーロ福岡に加入。